# Gao Xiang
Ne pas confondre avec l'artiste Gao Xiang (peintre, XVIIIe siècle).
Gao Xiang est un officier militaire des Shu et seigneur de Xuandu. Il fut nommé général de la Droite et accompagna Zhuge Liang alors que celui-ci partit en guerre contre les Wei en l’an 227. Lorsque les armées Shu vinrent attaquer Tianshui, il vint secourir Zhao Yun, alors pris dans une embuscade de Jiang Wei. Un peu plus tard, dans les plans de Zhuge Liang pour prendre Chang'an, Gao Xiang fut à la tête de 10 000 hommes afin de défendre Liliu situé au nord-est de Jieting. Cependant, après la perte de Jieting, il tenta avec Wei Yan et Wang Ping de reprendre la ville dans une attaque nocturne, mais échoua et Liliu tomba également sous l’emprise des Wei. 
Par après, il participa en l’an 234 à la cinquième campagne militaire de Zhuge Liang, où il fut chargé de transporter les vivres de la passe du Sabre aux Collines Qishan à l’aide d’engins mécaniques.